# Комунікативна компетентність
Комунікати́вна компете́нтність — здатність особистості встановлювати, застосувати і підтримувати у конкретному спілкуванні знання мови, 
способи взаємодії та необхідні контакти з оточуючими людьми, певна сукупність знань, умінь та навичок роботи у групі, що забезпечують ефективне спілкування, передбачають уміння змінювати глибину і коло спілкування, розуміти й бути зрозумілим для партнера у процесі спілкування. 
Під комунікативною компетентністю розуміють здатність встановлювати і підтримувати необхідні контакти з іншими людьми, певну сукупність знань, умінь і навичок, що забезпечують ефективне спілкування. Вона передбачає уміння змінювати глибину і коло спілкування, розуміти і бути зрозумілим для партнера по спілкуванню, володіння різними соціальними ролями. Комунікативна компетентність формується в умовах безпосередньої взаємодії, тому є результатом досвіду спілкування між людьми. Цей досвід набувається не тільки у процесі безпосередньої взаємодії, а також опосередкованої, в тому числі з літератури, театру, кіно з яких людина отримує інформацію про характер комунікативних ситуацій, особливості міжособистісної взаємодії і засоби їх вирішень. У процесі опанування комунікативної сфери людина запозичає з культурного середовища засоби аналізу комунікативних ситуацій у вигляді словесних і візуальних форм.
Метою вивчення української мови, мов національних меншин як мов навчання є формування в учнів комунікативної компетентності, шляхом засвоєння доступного і необхідного обсягу знань з мови навчання, опанування всіх видів мовленнєвої діяльності та набуття певного соціального досвіду.
Для досягнення зазначеної мети передбачається виконання таких завдань:
- формування в учнів мотивації вивчення мови;
- забезпечення гармонійного розвитку усіх видів мовленнєвої діяльності (слухання, говоріння, читання і письма);
- формування комунікативних умінь;
- опанування найважливіших функціональних складових мовної системи з урахуванням особливостей фонетичної і граматичної систем кожної з мов навчання;
- соціально-культурний розвиток особистості;
- формування вміння вчитися.